# Вајсенхорн
Вајсенхорн (њем. Weißenhorn) град је у њемачкој савезној држави Баварска. Једно је од 17 општинских средишта округа Ној-Улм. Према процјени из 2010. у граду је живјело 13.209 становника. Посједује регионалну шифру (AGS) 9775164.

## Географски и демографски подаци
Вајсенхорн се налази у савезној држави Баварска у округу Ној-Улм. Град се налази на надморској висини од 501 метра. Површина општине износи 53,7 km². У самом граду је, према процјени из 2010. године, живјело 13.209 становника. Просјечна густина становништва износи 246 становника/km².

## Међународна сарадња
| Мјесто | Држава    | Врста сарадње | Од    |
| ------ | --------- | ------------- | ----- |
|        | Француска | партнерство   | 2010. |
| Извор  |           |               |       |